# Indianapolis Colts 2014
La stagione 2014 degli Indianapolis Colts è stata la 62ª della franchigia nella National Football League, la 31ª con sede a Indianapolis. I Colts conclusero con un record di 11 vittorie e 5 sconfitte, terminando al primo posto della AFC South e centrando l'accesso ai playoff per il terzo anno consecutivo. Nei primi due turni di playoff la squadra batté i Cincinnati Bengals e i Denver Broncos, prima di venire eliminata nella finale della AFC dai New England Patriots futuri vincitori del Super Bowl. I Colts non riuscirono così a diventare la terza squadra dopo i New York Jets del 2010 e i Baltimore Ravens del 2012 ad eliminare sia Peyton Manning che Tom Brady dai playoff.
Grazie all'ex prima scelta assoluta Andrew Luck, i Colts divennero la prima squadra dalla fusione AFL-NFL del 1970 a passare almeno 300 yard per otto gare consecutive.

## Roster
| Roster degli Indianapolis Colts nel 2014 |
| --- |
| Quarterback - 8 Matt Hasselbeck - 12 Andrew Luck Running Back - 36 Dan Herron - 45 Michael Hill - 34 Trent Richardson - 37 Zurlon Tipton Wide Receiver - 16 Josh Cribbs RS - 13 T.Y. Hilton - 10 Donte Moncrief - 14 Hakeem Nicks - 87 Reggie Wayne - 17 Griff Whalen Tight End - 83 Dwayne Allen - 84 Jack Doyle - 80 Coby Fleener Offensive Linemen - 65 David Arkin G - 74 Anthony Castonzo T - 72 Jonotthan Harrison C - 62 Khaled Holmes C - 60 Lance Louis G - 75 Jack Mewhort T - 71 Xavier Nixon T - 76 Joe Reitz G - 63 A.Q. Shipley C Defensive Linemen - 96 Josh Chapman NT - 95 Montori Hughes NT - 99 Ricky Jean-Francois DE - 97 Arthur Jones DT - 94 Zach Kerr DT - 90 Cory Redding DE Linebacker - 50 Jerrell Freeman ILB - 54 Andrew Jackson ILB - 52 D'Qwell Jackson ILB - 51 Henoc Muamba ILB - 91 Jonathan Newsome OLB - 55 Shaun Phillips OLB - 58 Andy Studebaker OLB - 93 Erik Walden OLB - 92 Björn Werner OLB Defensive Back - 29 Mike Adams SS - 32 Colt Anderson SS - 25 Jalil Brown CB - 38 Sergio Brown FS - 20 Darius Butler CB - 21 Vontae Davis CB - 27 Josh Gordy CB - 30 LaRon Landry FS - 31 Dewey McDonald FS - 40 Sheldon Price CB - 28 Greg Toler CB Special Team - 1 Pat McAfee P - 45 Matt Overton LS - 4 Adam Vinatieri K Lista delle riserve - 56 Daniel Adongo OLB (IR) - 33 Vick Ballard RB (IR) - 44 Ahmad Bradshaw RB (IR) - 78 Gosder Cherilus T (IR) - 73 Matt Hall OT (IR) - 26 Delano Howell S (IR) - 59 Cam Johnson OLB (IR) - 68 Ulrick John OT (IR) - 43 Shawn Loiseau ILB (IR) - 98 Robert Mathis OLB (NF-Inj.) - 57 Josh McNary ILB (Exempt) - 95 Fili Moala DE (IR) - 48 Aaron Morgan LB (IR) - 61 Jeris Pendleton DE (IR) - 66 Donald Thomas G (IR) - 69 Hugh Thornton G Squadra di allenamento - 15 Kadron Boone WR - 79 Gannon Conway DE - 53 Carlos Fields LB - 35 Jeff Demps RB - 26 Winston Guy S - 64 Tyler Hoover OT - 85 Ryan Lankford WR - 11 Josh Lenz WR - 73 Kelcy Quarles DT - 86 Erik Swoope TE |
| Legenda - I rookie sono in corsivo. - Il primo ruolo è il principale mentre gli eventuali successivi indicano i ruoli secondari. - (IR) sta per Injured Reserve ed indica la lista ristretta per un solo giocatore infortunato che può tornare ad allenarsi dopo la settimana 6 e a rientrare in prima squadra dopo che questa ha giocato 8 partite. - (NF-Inj.) / (NF-Ill.) stanno rispettivamente per Non-Football Injured e Non-Football Illness ed indicano le liste dove viene inserito un giocatore che ha un infortunio o una malattia non dipendente dal football americano. - (PUP) sta per Physically Unable to Perform ed indica la lista dove viene inserito un giocatore mentre è in attesa di recuperare la condizione fisica. Nella stagione regolare dopo la sesta partita giocata dalla propria squadra, il giocatore ha tempo tre settimane per riprendere ad allenarsi, più tre settimane aggiuntive dal suo rientro agli allenamenti per rientrare in prima squadra. |

Fonte:

## Calendario
| Stagione regolare |                    |                         |                    |                    |                                     |                    |                    |
| Turno             | Data               | Avversario              | Risultato          | Record             | Stadio                              | Sintesi            |                    |
| 1                 | 7 settembre        | at Denver Broncos       | S 24–31            | 0–1                | Sports Authority Field at Mile High | Recap              |                    |
| 2                 | 15 settembre       | Philadelphia Eagles     | S 27–30            | 0–2                | Lucas Oil Stadium                   | Recap              |                    |
| 3                 | 21 settembre       | at Jacksonville Jaguars | V 44–17            | 1–2                | EverBank Field                      | Recap              |                    |
| 4                 | 28 settembre       | Tennessee Titans        | V 41–17            | 2–2                | Lucas Oil Stadium                   | Recap              |                    |
| 5                 | 5 ottobre          | Baltimore Ravens        | V 20–13            | 3–2                | Lucas Oil Stadium                   | Recap              |                    |
| 6                 | 9 ottobre          | at Houston Texans       | V 33–28            | 4–2                | NRG Stadium                         | Recap              |                    |
| 7                 | 19 ottobre         | Cincinnati Bengals      | V 27–0             | 5–2                | Lucas Oil Stadium                   | Recap              |                    |
| 8                 | 26 ottobre         | at Pittsburgh Steelers  | S 34–51            | 5–3                | Heinz Field                         | Recap              |                    |
| 9                 | 3 novembre         | at New York Giants      | V 40–24            | 6–3                | MetLife Stadium                     | Recap              |                    |
| 10                | Settimana di pausa | Settimana di pausa      | Settimana di pausa | Settimana di pausa | Settimana di pausa                  | Settimana di pausa | Settimana di pausa |
| 11                | 16 novembre        | New England Patriots    | S 20–42            | 6–4                | Lucas Oil Stadium                   | Recap              |                    |
| 12                | 23 novembre        | Jacksonville Jaguars    | V 23–3             | 7–4                | Lucas Oil Stadium                   | Recap              |                    |
| 13                | 30 novembre        | Washington Redskins     | V 49–27            | 8–4                | Lucas Oil Stadium                   | Recap              |                    |
| 14                | 7 dicembre         | at Cleveland Browns     | V 25–24            | 9–4                | FirstEnergy Stadium                 | Recap              |                    |
| 15                | 14 dicembre        | Houston Texans          | V 17–10            | 10–4               | Lucas Oil Stadium                   | Recap              |                    |
| 16                | 21 dicembre        | at Dallas Cowboys       | S 7–42             | 10–5               | AT&T Stadium                        | Recap              |                    |
| 17                | 28 dicembre        | at Tennessee Titans     | V 27–10            | 11–5               | LP Field                            | Recap              |                    |

Nota: Gli avversari della propria division sono in grassetto.

### Playoff
| Playoff          |                 |                             |           |        |                                     |         |
| Turno            | Data            | Avversario                  | Risultato | Record | Stadio                              | Sintesi |
| Wild Card        | 4 gennaio 2015  | Cincinnati Bengals (5)      | V 26–10   | 1–0    | Lucas Oil Stadium                   | Recap   |
| Divisional       | 11 gennaio 2015 | at Denver Broncos (2)       | V 24–13   | 2–0    | Sports Authority Field at Mile High | Recap   |
| AFC Championship | 18 gennaio 2015 | at New England Patriots (1) | S 7–45    | 2–1    | Gillette Stadium                    | Recap   |

## Classifiche
| AFC South              |    |    |   |      |     |      |     |     |     |
|                        | V  | S  | P | %    | DIV | CONF | PF  | PS  | STR |
| (4) Indianapolis Colts | 11 | 5  | 0 | .688 | 6–0 | 9–3  | 458 | 369 | V1  |
| Houston Texans         | 9  | 7  | 0 | .563 | 4–2 | 8–4  | 372 | 307 | V2  |
| Jacksonville Jaguars   | 3  | 13 | 0 | .188 | 1–5 | 2–10 | 249 | 412 | S1  |
| Tennessee Titans       | 2  | 14 | 0 | .125 | 1–5 | 2–10 | 254 | 438 | S10 |